# 21. srbska brigada (NOVJ)
Za druge 21. brigade glejte 21. brigada.
21. srbska brigada je bila brigada v sestavi Narodnoosvobodilne vojske in partizanskih odredov Jugoslavije in ki je delovala med drugo svetovno vojno na področju Kraljevine Jugoslavije.

## Organizacija
- štab
- 2x bataljon